# Ryuichi Kamiyama
Ryuichi Kamiyama (神山 竜一 Kamiyama Ryuichi?, nacido el 10 de noviembre de 1984 en Osaka) es un futbolista japonés que se desempeña como guardameta.

## Trayectoria

### Clubes
| Club           | País  | Año    |
| -------------- | ----- | ------ |
| Avispa Fukuoka | Japón | 2003 - |

## Estadística de carrera

### J. League
| Club           | Año   | J. League | J. League | Copa J. League | Copa J. League | Total | Total |
| Club           | Año   | Part.     | Goles     | Part.          | Goles          | Part. | Goles |
| -------------- | ----- | --------- | --------- | -------------- | -------------- | ----- | ----- |
| Avispa Fukuoka | 2003  | 0         | 0         | -              | -              | 0     | 0     |
| Avispa Fukuoka | 2004  | 0         | 0         | -              | -              | 0     | 0     |
| Avispa Fukuoka | 2005  | 0         | 0         | -              | -              | 0     | 0     |
| Avispa Fukuoka | 2006  | 1         | 0         | 6              | 0              | 7     | 0     |
| Avispa Fukuoka | 2007  | 48        | 0         | -              | -              | 48    | 0     |
| Avispa Fukuoka | 2008  | 22        | 0         | -              | -              | 22    | 0     |
| Avispa Fukuoka | 2009  | 0         | 0         | -              | -              | 0     | 0     |
| Avispa Fukuoka | 2010  | 28        | 0         | -              | -              | 28    | 0     |
| Avispa Fukuoka | 2011  | 17        | 0         | 2              | 0              | 19    | 0     |
| Avispa Fukuoka | 2012  | 32        | 0         | -              | -              | 32    | 0     |
| Avispa Fukuoka | 2013  | 28        | 0         | -              | -              | 28    | 0     |
| Avispa Fukuoka | 2014  | 37        | 0         | -              | -              | 37    | 0     |
| Avispa Fukuoka | 2015  | 21        | 0         | -              | -              | 21    | 0     |
| Avispa Fukuoka | 2016  | 8         | 0         | 4              | 0              | 12    | 0     |
| Avispa Fukuoka | 2017  | 0         | 0         | -              | -              | 0     | 0     |
| Total          | Total | 242       | 0         | 12             | 0              | 254   | 0     |